# Toyota Avalon
Toyota Avalon — виробляється на заводі Toyota в США, і є флагманським седаном від компанії Toyota в США, Канаді і на Близькому Сході. До липня 2005 року автомобіль продавався і на австралійському ринку, однак у листопаді 2006 року його змінила Toyota Aurion. Перші Toyota Avalon з'явилися в Джорджтауні, штат Кентуккі 21 лютого 1994 як автомобіль 1995 модельного року. Друге покоління моделі було представлено в Сполучених Штатах та Японії в 1999 році. У 2000 році на автомобіль стала встановлюватися навігаційна система з сенсорним управлінням. У Японії перші два покоління були побудовані як Toyota Pronard.
Avalon заповнив прогалину в модельному ряду Тойоти, що утворився після зняття з виробництва моделі Toyota Cressida на американському ринку в 1992 році. Хоча Cressida була автомобілем задньопривідним, Авалон — передньопривідний автомобіль з двигуном V6.

## Toyota Avalon 1 (XX10; 1994-1999)

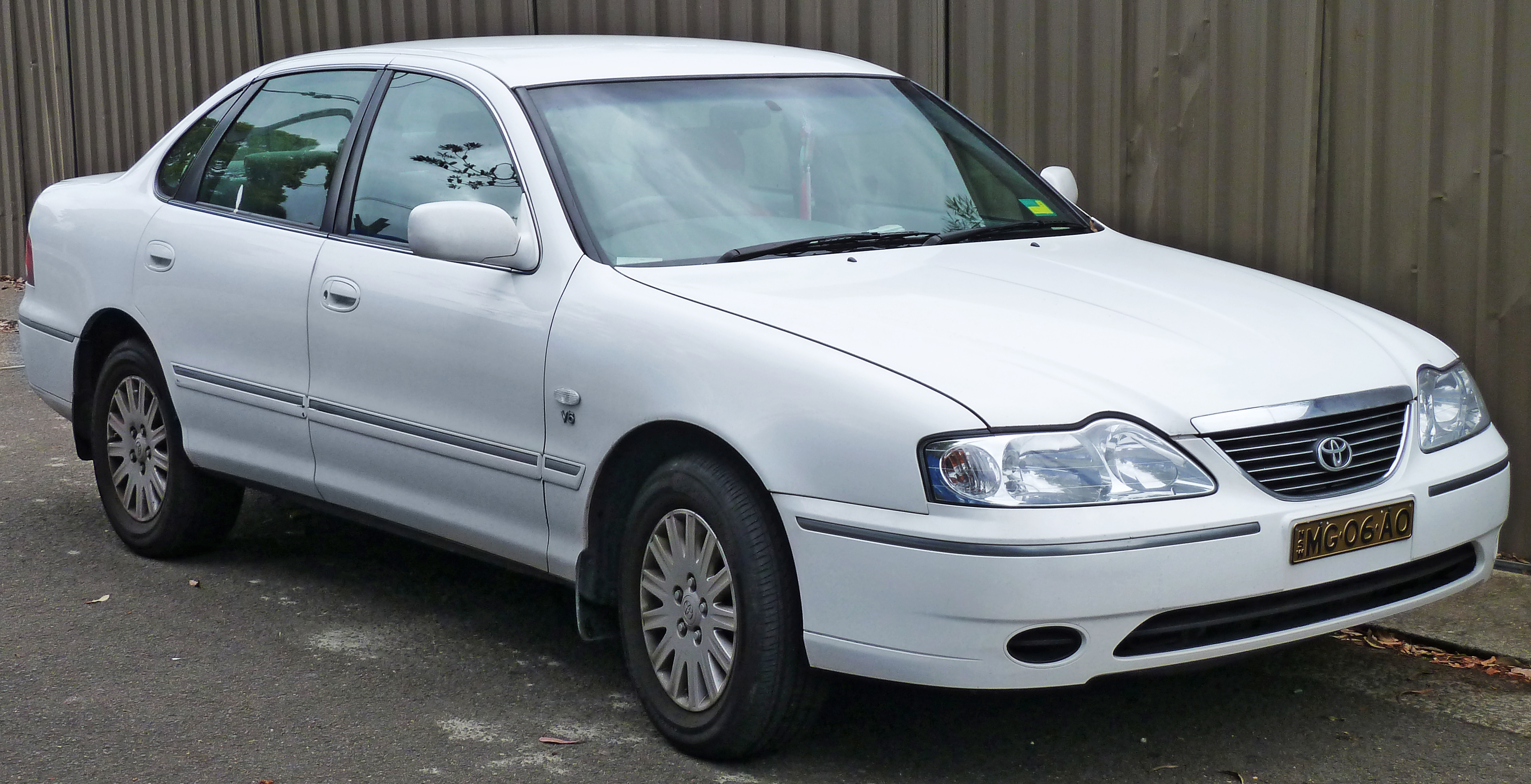
Toyota Avalon Австралійська версія (2000-2005)

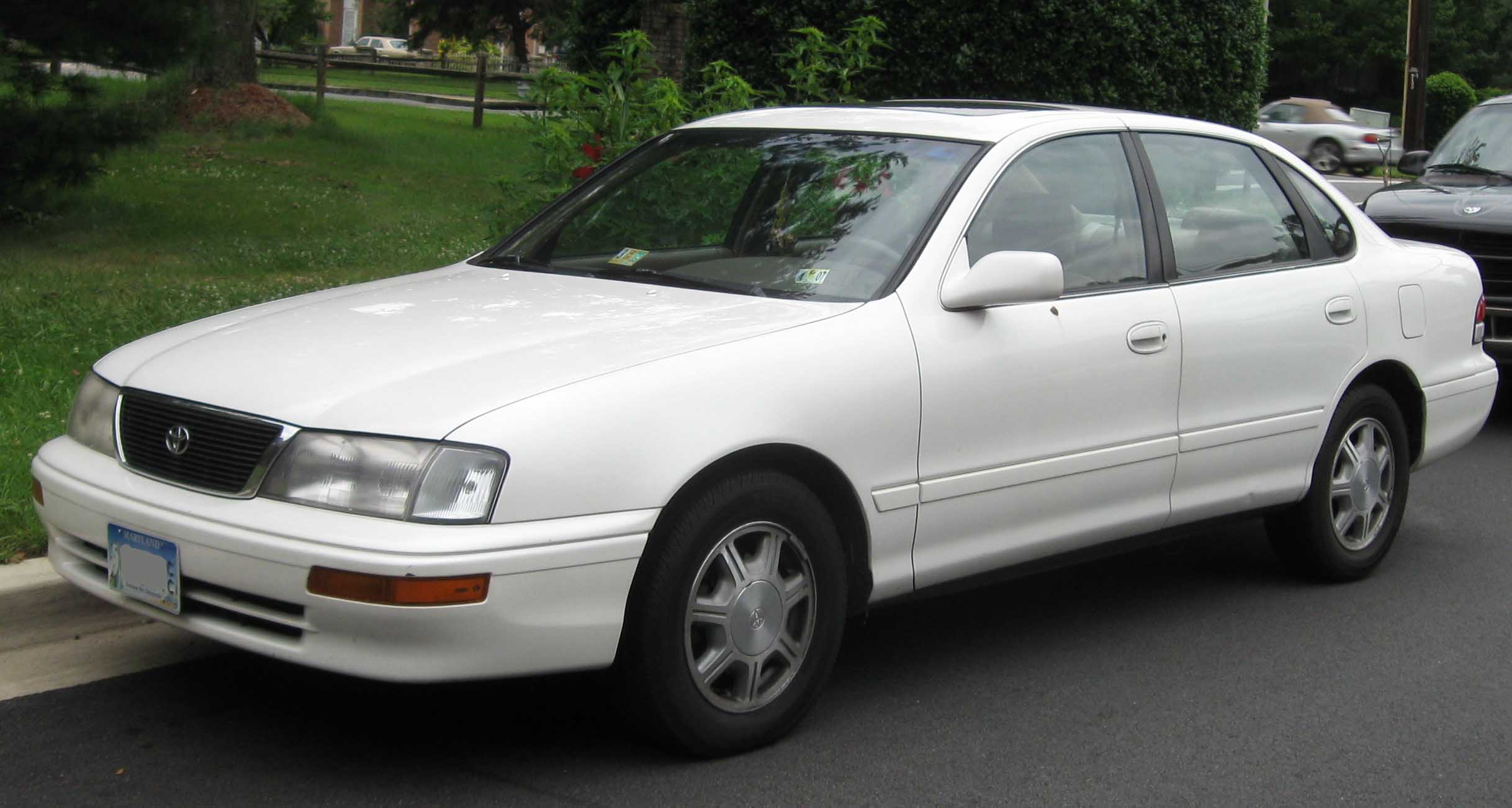
Toyota Avalon 1

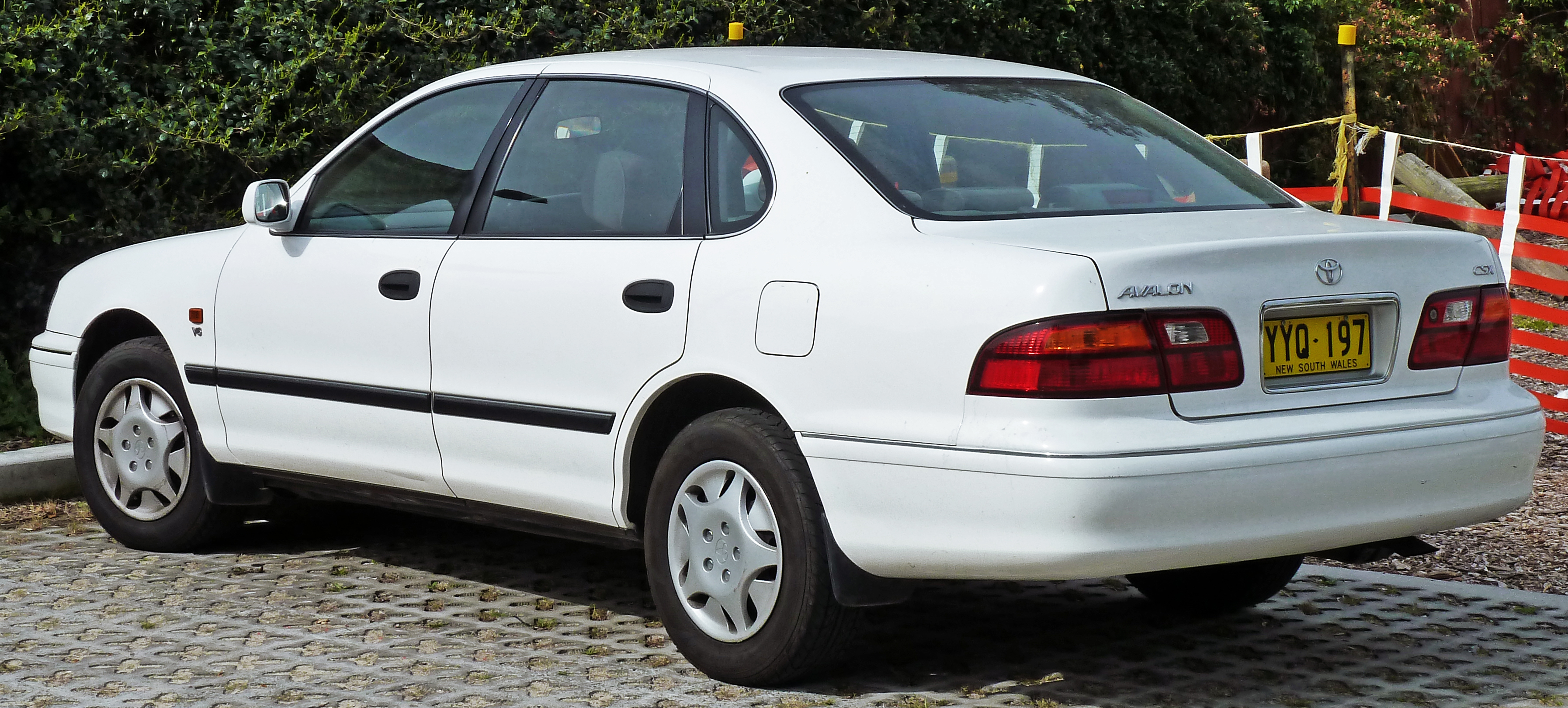

В 1995 році Авалон був представлений як абсолютно новий автомобіль, побудований на платформі Camry. На автомобіль встановлювався 3.0-літровий 1MZ-FE V6 двигун, що розвиває 192 к.с. (140 кВт) і 285 Нм крутного моменту.
Після невеликого оновлення в 1997 році, ABS стала входити в стандартну комплектацію, а також двигун Авалона був форсований до 200 к.с. (150 кВт), а крутний момент збільшився до 290 Нм. У 1998 році структура кузова Авалона була змінена в цілях підвищення безпеки. 

### Двигун
- 3.0 л 1MZ-FE V6

## Toyota Avalon 2 (XX20; 2000-2004)

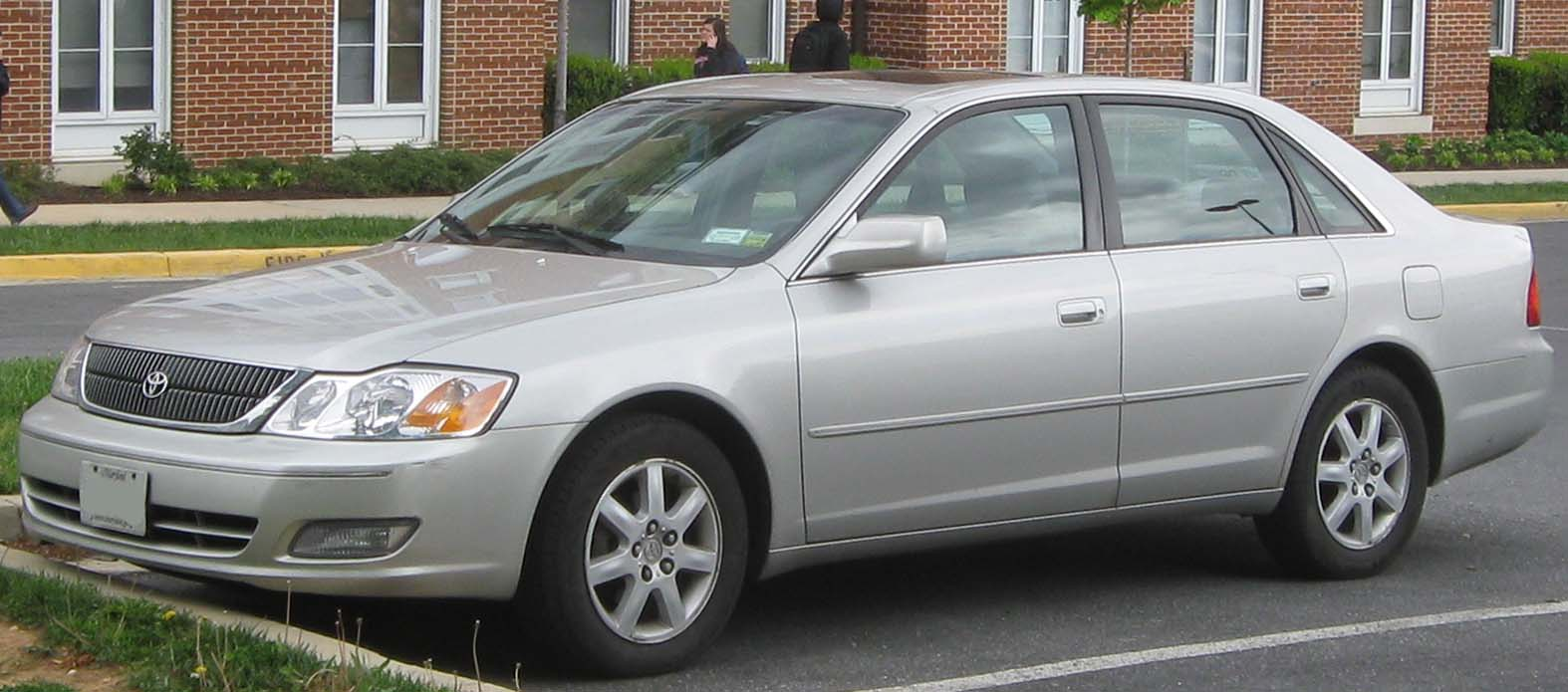
Toyota Avalon 2

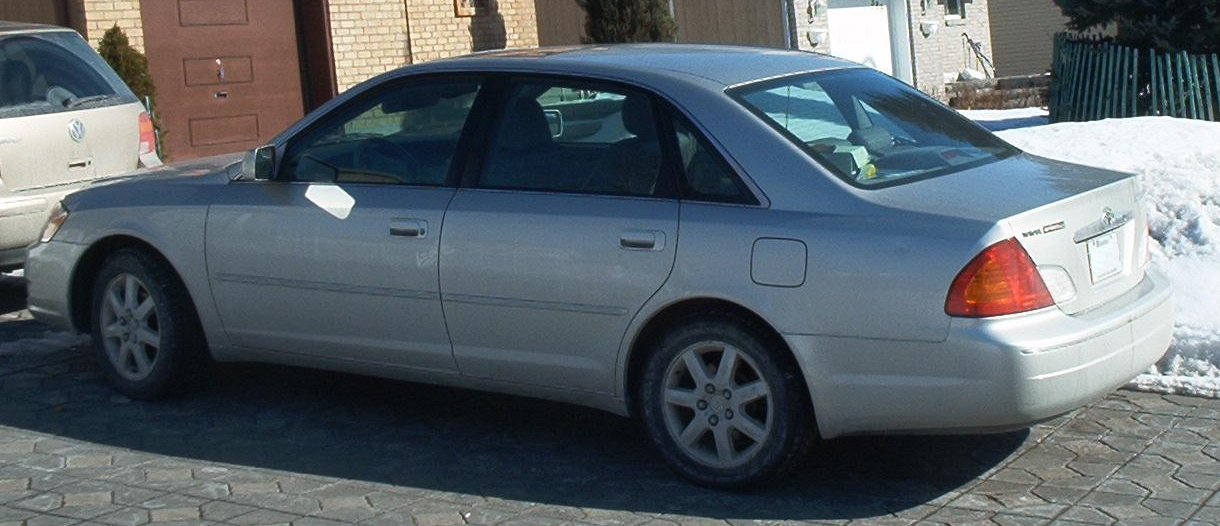

У другому поколінні Авалон підріс майже за всіма показниками. Він як і раніше був збудований на платформі Camry; на автомобіль встановлювався модернізований двигун 3.0 л 1MZ-FE V6, оснащений системою VVT-I, завдяки якій він став розвивати 210 к.с.
Авалон продавався в двох комплектаціях — XL і XLS. Стандартне оснащення включало електролюмінесцентний Optitron екран, ABS, передні подушки безпеки. Опціонально можна було замовити більш просунуту аудіосистему, 16 колісні диски і т.д.
У 2003 році Авалон був трохи модернізований. Злегка змінився дизайн — автомобіль отримав нову решітку радіатора, фари і задні ліхтарі; був розширений список стандартного оснащення.
На японському ринку Авалон продавався як Toyota Pronard, однак через погані продажі, постачання автомобіля до Японії незабаром були припинені. 

### Двигун
- 3.0 л 1MZ-FE V6

## Toyota Avalon 3 (XX30; 2005-2012)

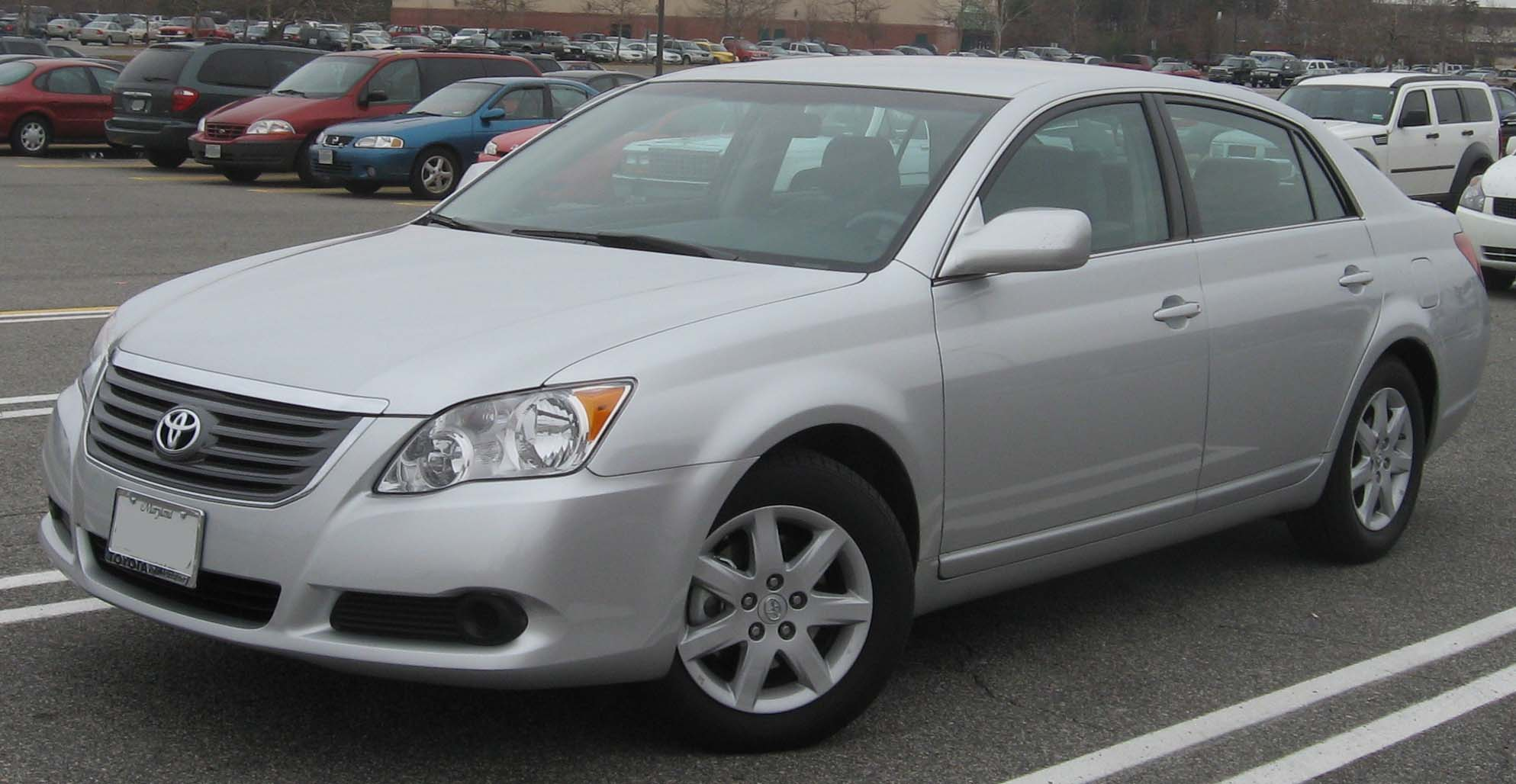
Toyota Avalon 3 (2005-2010)

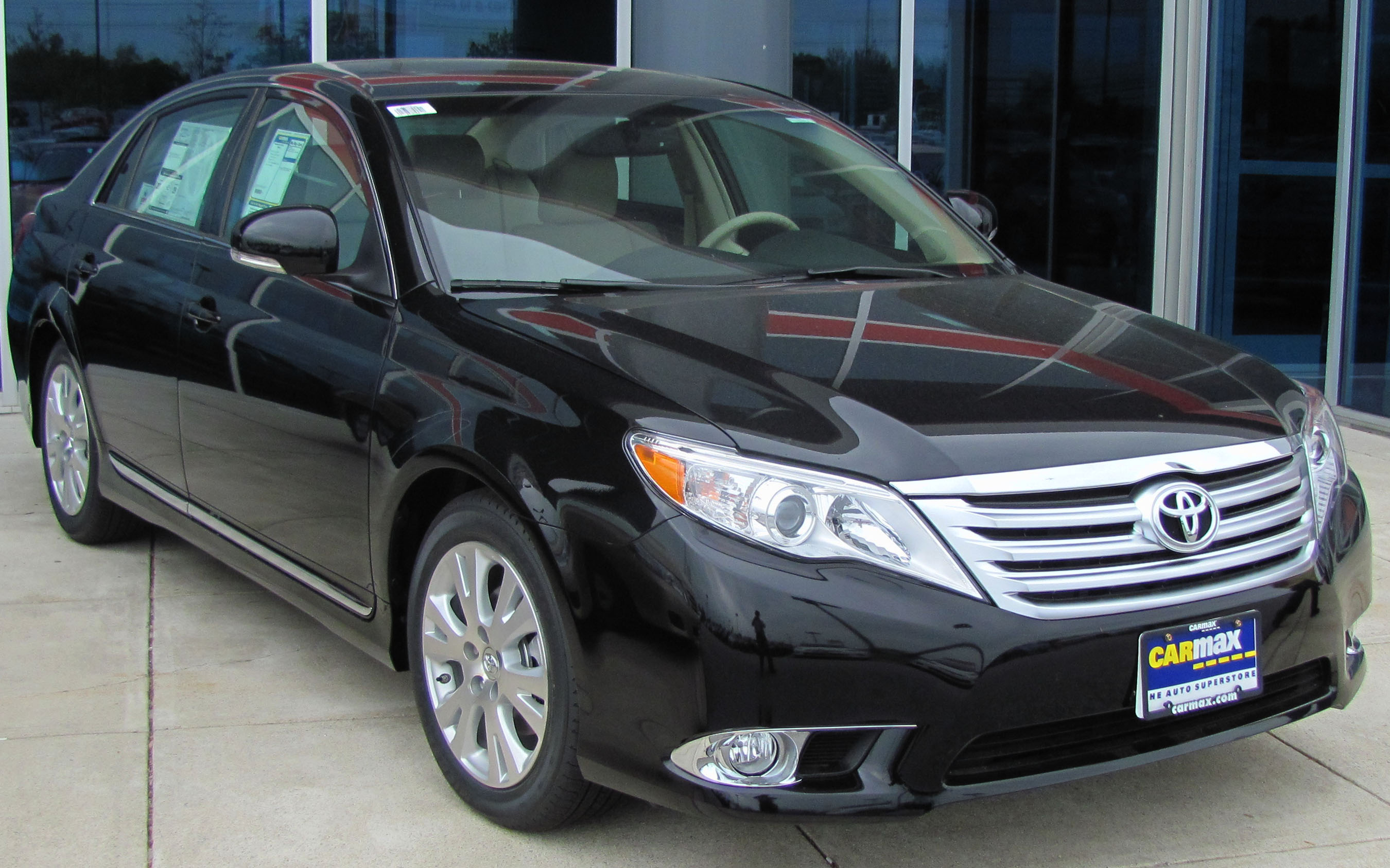
Toyota Avalon 3 (2010-2012)

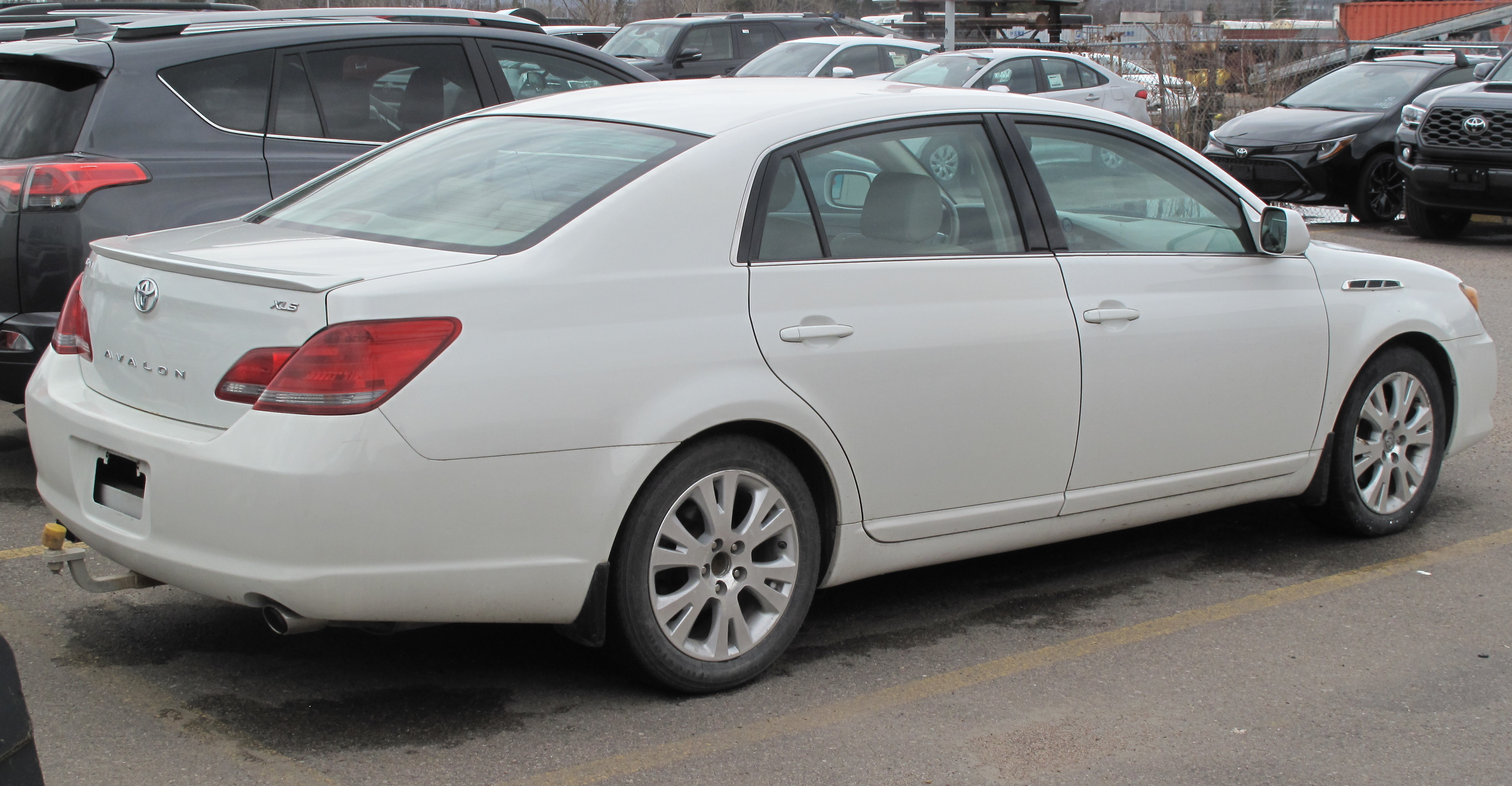

Третє покоління Авалона дебютувало на Детройтському автосалоні 2005 року. Дизайн автомобіля був оновлений повністю. 
Вперше на Авалон став встановлюватися двигун Dual VVT-I 3,5 2GR-FE V6, що розвиває 280 к.с. (209 кВт). З ним встановлювалася 5-ступінчаста АКПП.
У базову комплектацію XL входять двозонний клімат-контроль, обробка деревом і шкіряний салон. У XLS входять CD-чейнджер на 6 дисків, парктроник, навігаційна система, а також бокові подушки безпеки. В елітному оснащенні Limited пропонуються вентильовані сидіння з електроприводом, система запуску двигуна без ключа, датчик дощу і JBL аудіосистема.

### Двигун
- 3.5 л 2GR-FE V6

## Toyota Avalon 4 (XX40; 2012-2018)

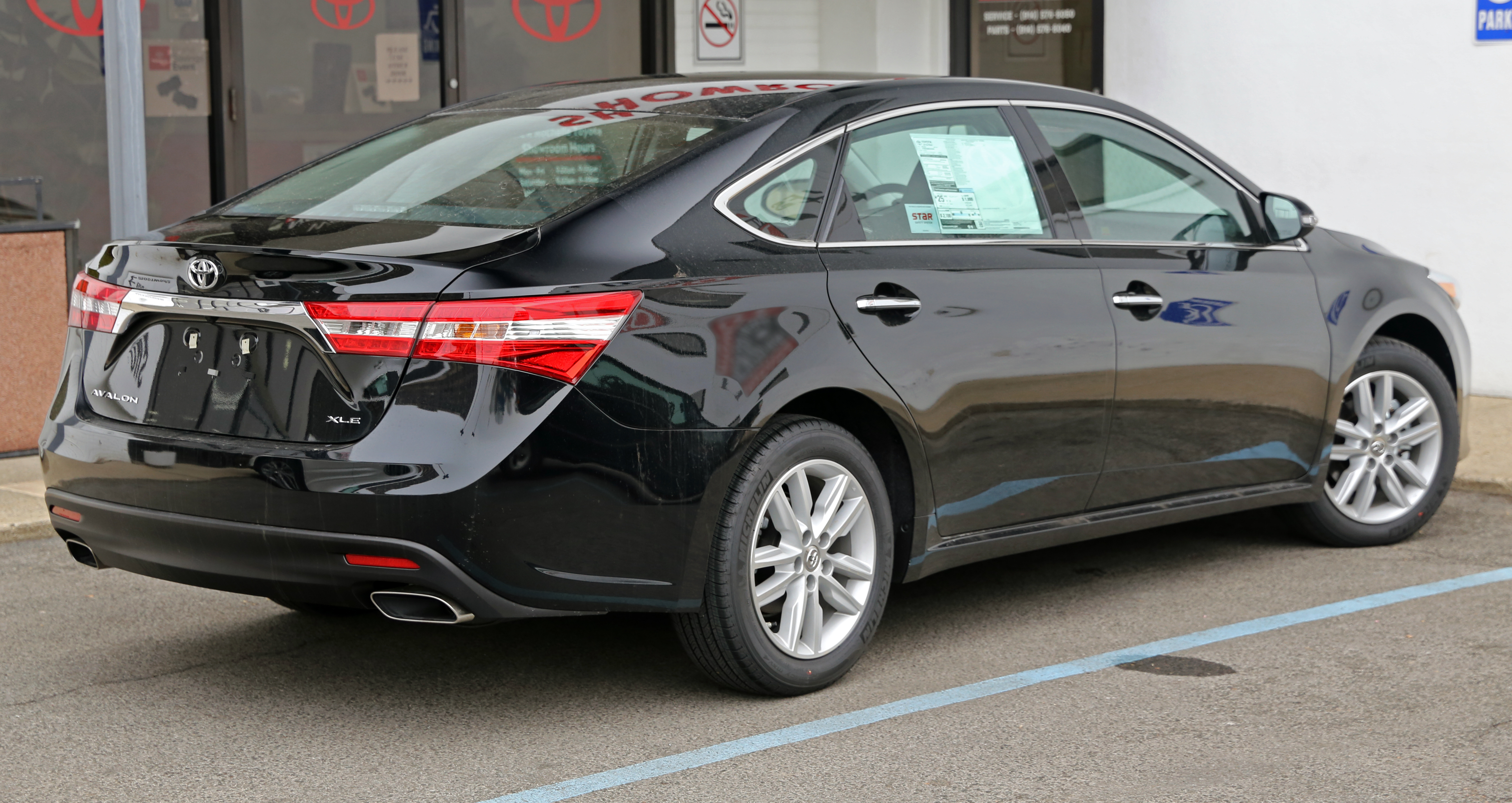
Toyota Avalon 4

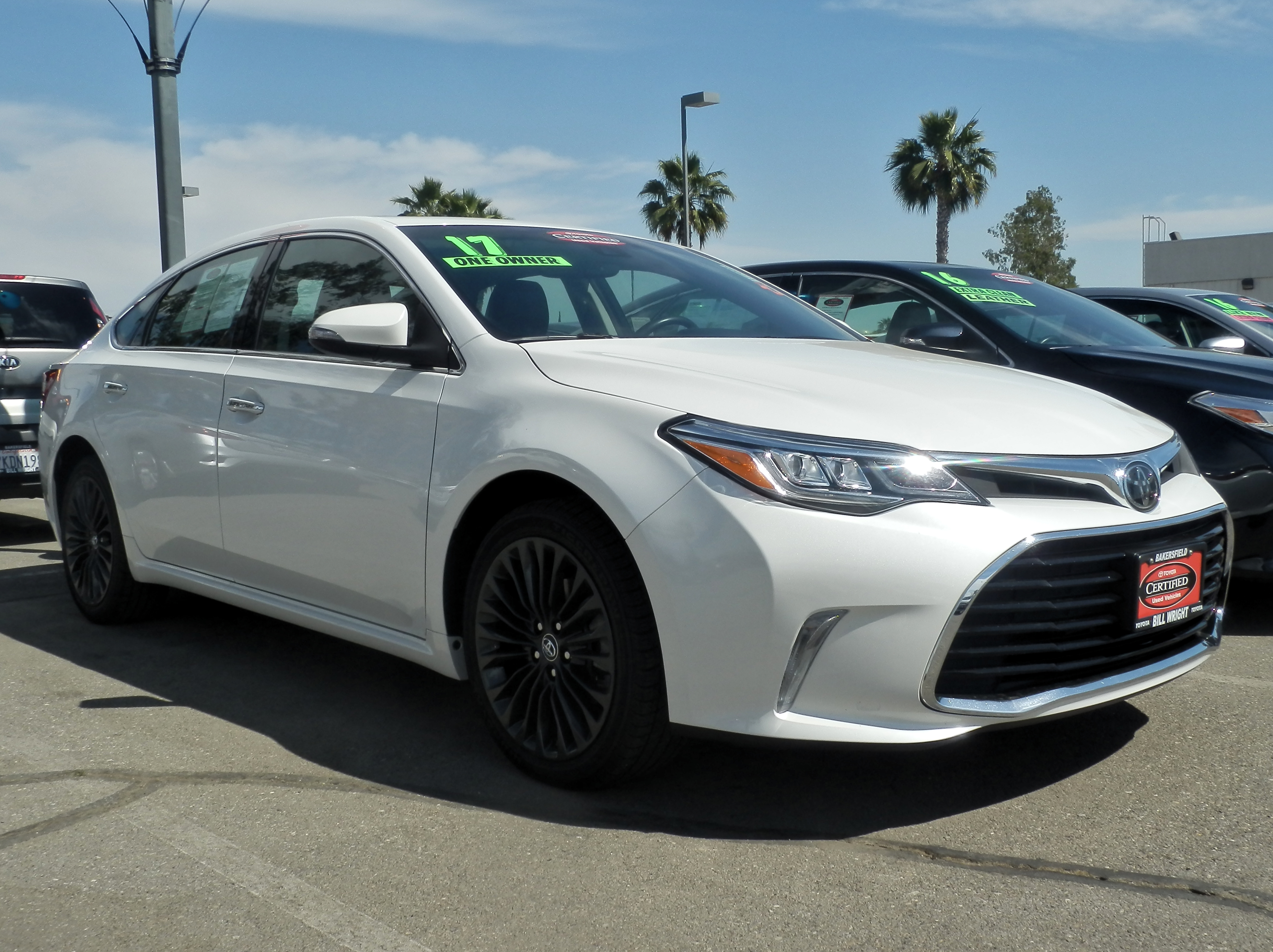
Toyota Avalon 4

Четверте покоління Авалона дебютувало на Нью-Йоркському автосалоні 2012 року, що збудоване на тій ж платформі, що й Lexus ES. В порівнянні зі своїм попередником, автомобіль став компактнішим. Так, його довжина скоротилась до 4,960 мм, ширина авто складає  1,835 мм, а висота - 1,460 мм. Що стосується колісної бази, то вона залишилась на тому ж рівні - 2,820 мм.
На автосалоні в Чикаго 2015 року була представлена оновлена Toyota Avalon 2016 модельного року, яка вміщує 5 пасажирських сидінь і характеризується економічністю в плані витрати палива. Дизайн Avalon виділяється гармонійними горизонтальними лініями, на відміну від Chrysler 300 і Ford Taurus. Ця модель займає топові місця в рейтингах надійності. У моделі 2016 року більшість кнопок були замінені на сенсорні панелі.
Відносно безпеки, опціональний пакет Sense-P включає в себе адаптивний круїз-контроль, систему попередження про можливе зіткнення і сенсорні датчики  виявлення пішоходів.

### Двигуни
- 2.5 л 2AR-FXE Р4 + електродвигун 200 к.с.
- 3.5 л 2GR-FE V6 272 к.с.

## Toyota Avalon 5 (XX50; 2018-наш час)

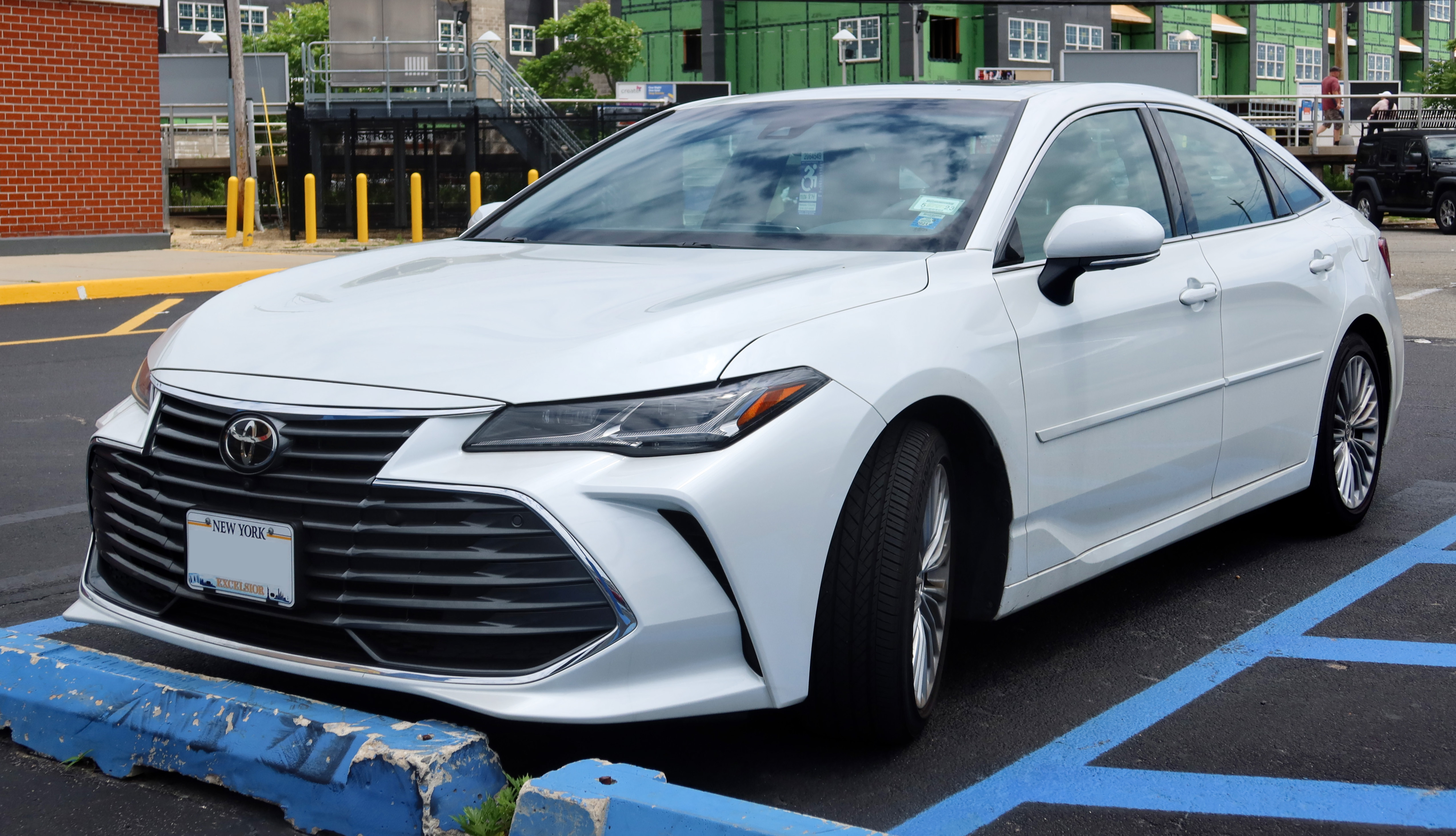
Toyota Avalon 5

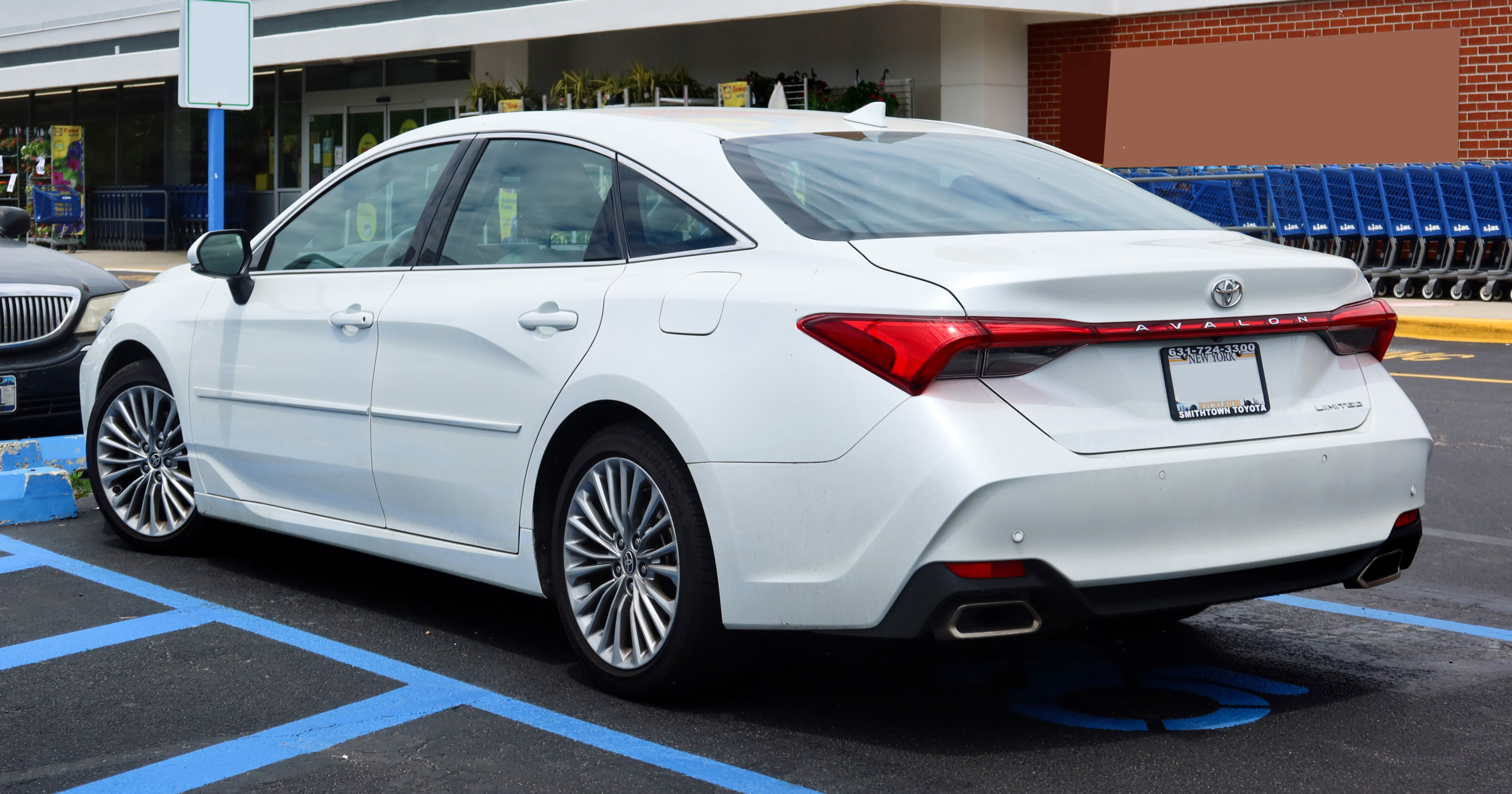

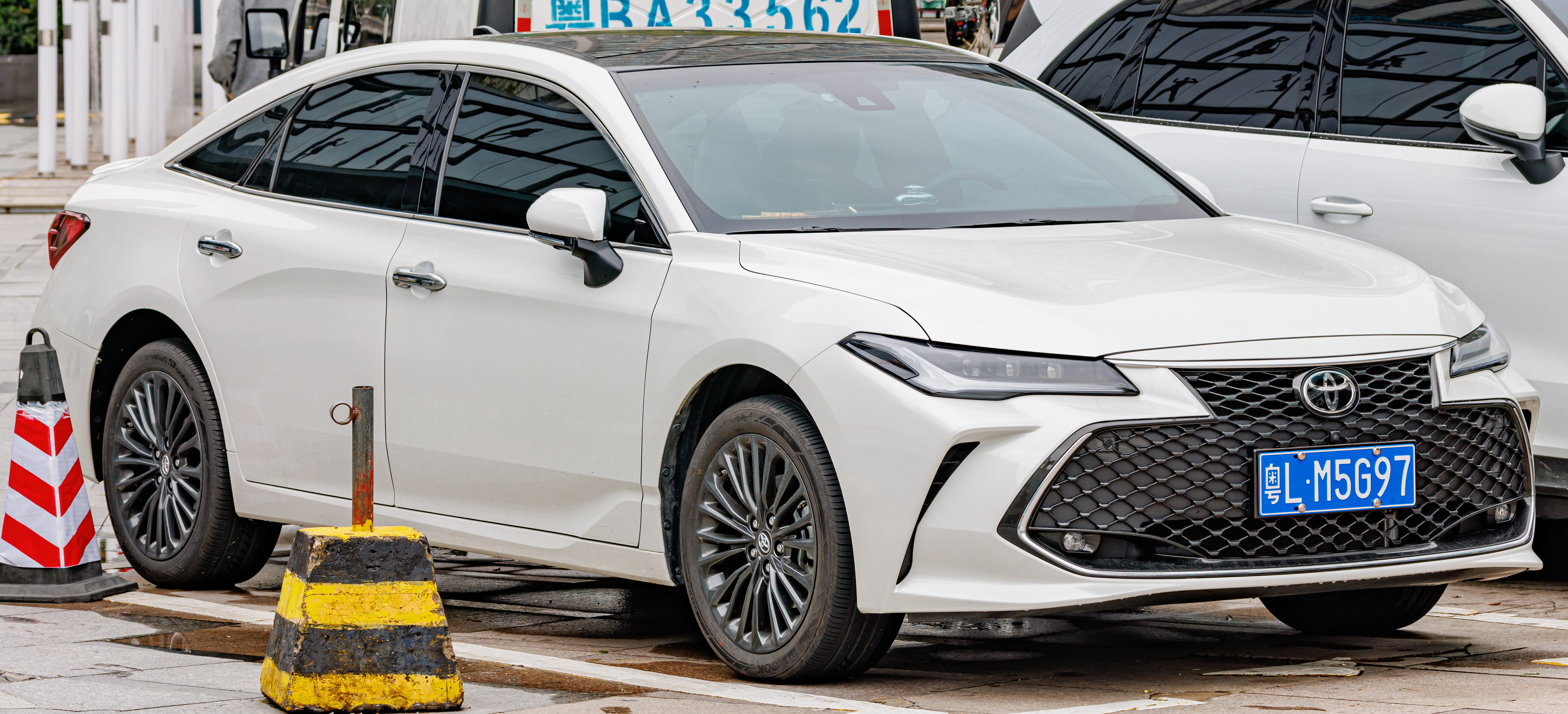
Toyota Avalon 5 (з 2022)

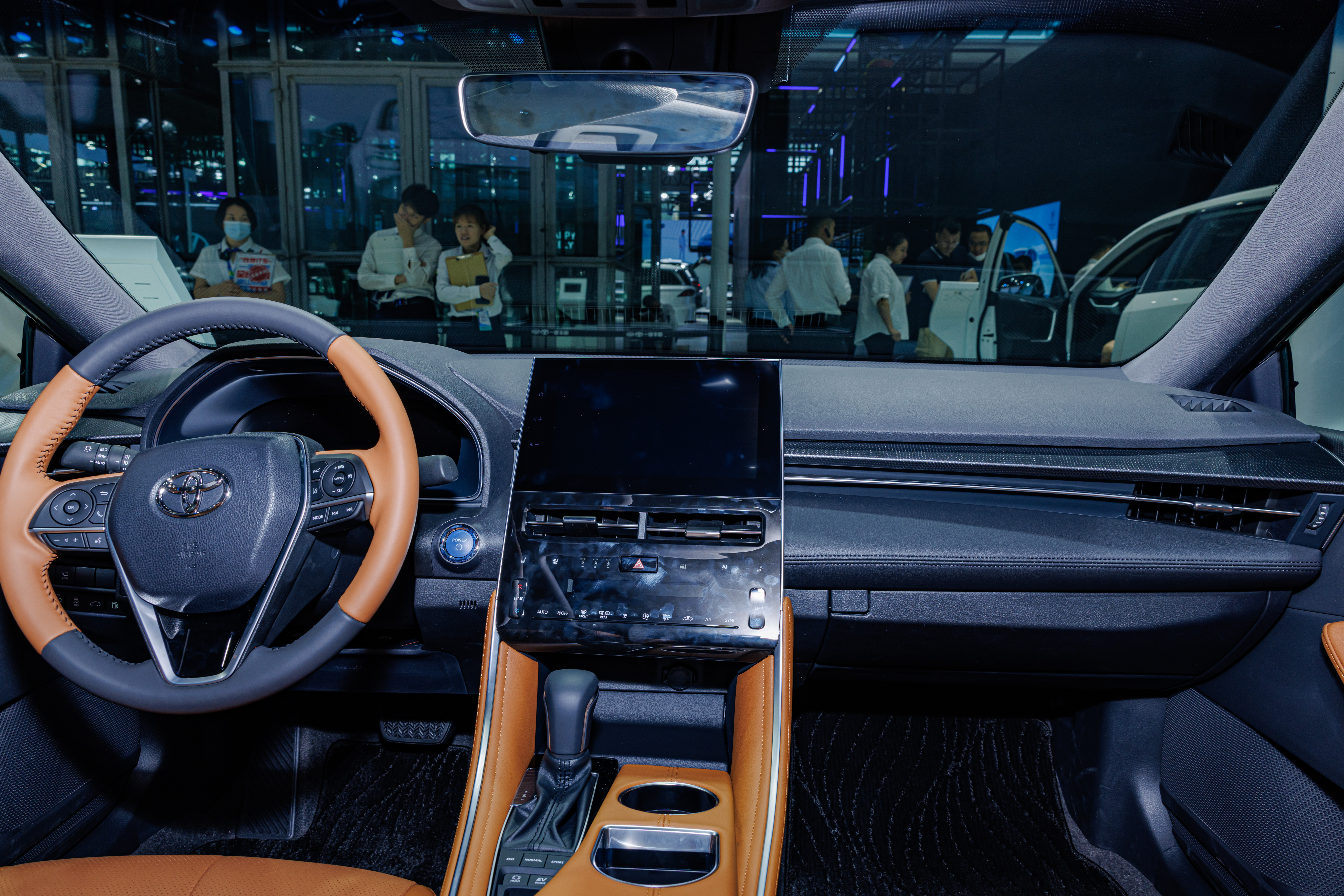

П'яте покоління було представлено в січні 2018 року на Північноамериканському міжнародному автосалоні в Детройті. Автомобіль будується в Джорджтауні. Продажі в США розпочнуться навесні 2018 року.
Автомобіль збудовано на новій модульній платформі TNGA GA-K.Завдяки новій платформі автомобіль вийшов довшим, але при цьому легший за попередника.
Дизайн моделі став більш агресивним. Машина отримала світлодіодну оптику, спортивну вихлопну систему з чотирма патрубками і спойлер.
Коефіцієнт лобового опору був знижений до 0,27. За словами представників компанії, їм вдалося добитися значного зниження шуму в салоні, який тепер може зрівнятися з «тишею в бібліотеці».
Новинка оснащується 3,5-літровим бензиновим мотором V6. Агрегат працює спільно з 8-ступінчастим «автоматом».
Також клієнтам запропонують гібридну модифікацію седана. До складу силової установки увійде 2,5-літровий мотор і електричний двигун. 
Автомобіль доступний у 5 комплектацій: XLE, XSE Nightshade, Limited, Touring і TRD, серед яких найбільш популярна XLE.
У 2021 році Toyota додала опціональний повний привід для Avalon в комплектаціях XLE та Limited. Повний привід доступний тільки разом з чотирициліндровим двигуном Camry потужністю 205 кінських сил з обертаючим моментом 250 м*Н. Ще одне оновлення 2021 року - система мультимедіа отримала стандартний Android Auto.  

### Двигуни
- 2.5 л A25A-FKS I4 (Китай)
- 2.5 л A25A-FXS I4 + електродвигун 200 к.с.
- 3.5 л 2GR-FXS V6 272 к.с.